# SC Weiche Flensburg 08
SC Weiche Flensburg 08, tidligere ETSV Weiche Flensburg) er en idrætsforening fra Flensborg (bydelen Sporskifte, på tysk Weiche) med sportsgrenene badminton, fodbold, gymnastik, judo, svømning, bordtennis og volleyball.

## Fodbold
Weiche har et fodboldhold, som spiller i den tyske 4. liga, Regionalliga Nord, hvor holdet i sæsonen 2014/15 blev nr. 5 ud af 18 hold. Klubbens stadion hedder Manfred-Werner-Stadion og kan rumme cirka 2.500 tilskuere. Weiches fodboldhold er det bedste [kilde mangler] fodboldhold i Flensborg, hvilket ellers normalt har været Flensburg 08, men 08 spiller nu i den tyske 5. liga, Schleswig-Holstein-Liga.

## Håndbold
Weiche har ikke længere noget håndboldhold, da det nu er under SG Flensburg-Handewitt, som i starten hed Weiche.
| Sport | Spire Denne artikel om sport er en spire som bør udbygges. Du er velkommen til at hjælpe Wikipedia ved at udvide den. |